# Plumbat
U hemiji, plumbat je so koja ima jedan ili više oksoanjona koji sadrže olovo. Mada se termin plumbat može odnositi bilo na plumbat(II) ili plumbat(IV), on se tradicionalno prvenstveno koristi za plumbat(IV), dok se plumbat(II) naziva plumbit.
Plumbati se formiraju reakcijom olovo(IV) oksida,, sa alkalijama. Plumbatne soli sadrže bilo hidratisani plumbatni anjon,, ili anhidratne anjone (meta-plumbat) ili (orto-plumbat). Na primer, rastvaranjem PbO
2 u vrućem, koncentrovanom vodenom rastvoru kalijum hidroksida formira se kalijumova so. Anhidratne soli se mogu sintetisati zagrevanjem metalnih oksida ili hidroksida sa. Sve plumbat(IV) soli su veoma jaka oksidiciona sredstva. Neke hidratisane plumbat(IV) soli se razlažu nakon dehidracije. One se takođe razlažu u prisustvu ugljen-dioksida.

## Literatura
- Egon Wiberg; Nils Wiberg; Arnold Frederick Holleman (2001). Inorganic chemistry. Academic Press. стр. 920. ISBN 978-0-12-352651-9.